# فيراري 575 إم مارانيلو
فيراري 575 إم مارانيلو (بالإيطالية: Ferrari 575M Maranello)‏ ، هي سيارة رياضية إيطالية، أنتجها شركة فيراري سنة 2002م، واستمر عرض السيارة الرياضية حتى توقفت عام 2006م.